# Bogusławice (powiat wrocławski)
Bogusławice – wieś w Polsce położona w województwie dolnośląskim, w powiecie wrocławskim, w gminie Siechnice.
W latach 1975–1998 miejscowość należała administracyjnie do województwa wrocławskiego.

## Nazwa
Nazwa miejscowości pochodzi od imienia męskiego Bogusław. W 1295 w kronice łacińskiej Liber fundationis episcopatus Vratislaviensis miejscowość wymieniona jest jako Boguslawiczi z informacją, że lokowano ją na prawie polskim Boguslawiczi maius habet dominus Hinricus archidyaconus et est ius polonicum..